# Ole Henrik Hansen
Ole Henrik Hansen (født 1960) er en dansk, nordisk forfatter, børneforsker og professor i småbørnspædagogik.

## Uddannelse og karriere
Ole Henrik Hansen er uddannet cand.pæd. og blev ph.d. i 2013 fra Institut for Uddannelse og Pædagogik (DPU), ved Aarhus Universitet. Ole Henrik Hansen har fungeret som adjunkt og lektor ved Aarhus Universitet og professor ved Universitetet i Tromsø i Norge og Jönköping University i Sverige.

## Forskning
Ole Henrik Hansen har forsket i pædagogik omkring de yngste børn i dagtilbud. Desuden forskning om børns trivsel, børns læring og pædagogers faglighed samt kvalitet og bæredygtighed i dagtilbud. Senest forskning om hjemmeforældres motiver til at fravælge dagtilbud.

## Priser og udmærkelser
- Børnefamilieprisen 2013.[11]
- Haros Guldmedalj 2024, svensk børnefamiliepris.[12]